# Mikoyan-Gourevitch MiG-27
 (juin 2012).
Si vous disposez d'ouvrages ou d'articles de référence ou si vous connaissez des sites web de qualité traitant du thème abordé ici, merci de compléter l'article en donnant les références utiles à sa vérifiabilité et en les liant à la section « Notes et références ».
Le Mikoyan-Gourevitch MiG-27 (МиГ-27 en alphabet cyrillique, code OTAN Flogger) est un avion d'attaque au sol russe dérivé du chasseur MiG-23 Flogger. Apparu dans les années 1970, le MiG-27 a été construit à pratiquement 900 exemplaires, dont 165 sous licence en Inde.

## Conception

### Du MiG-23 au MiG-27
Au début des années 1970, Mikoyan-Gourevitch avait réalisé une version du MiG-23 spécialisée dans des missions d'attaque au sol : le MiG-23BN (Flogger H). Une nouvelle version améliorée fut réalisée à la suite par Ivan Mikoyan (en), recevant initialement la désignation MiG-23BM mais finalement renommée MiG-27 (Flogger D).
Les modifications par rapport au MiG-23BN étaient les suivantes :
- nouvelles entrées d'air plus simples, réduisant la vitesse maximale à Mach 1,7 ;
- train d'atterrissage et pylônes d'armement renforcés pour permettre d'emporter jusqu'à 4 000 kg de charge ;
- remplacement du canon de 23 mm par un canon de 30 mm à 6 tubes pouvant tirer à une cadence de 5 000 coups par minute ;
- amélioration de l'avionique avec en particulier un nouveau système de navigation et d'attaque plus précis.

Le premier MiG-27 fit son vol inaugural le 17 novembre 1972 et l'avion fut mis en service dans l'armée de l'air soviétique en 1975. Entre-temps, une nouvelle version avait fait son apparition : le MiG-27K (ou BK, Flogger J2) dont l'avionique avait été à nouveau améliorée par remplacement en particulier du système de navigation et d'attaque, du système de désignation laser, du détecteur d'alerte radar, et du système de brouillage. Cette version pouvait ainsi emporter de nouvelles bombes à guidage laser ou missiles.
Le premier vol du MiG-27K/BK eu lieu le 30 décembre 1974, mais des problèmes de mise au point de la nouvelle avionique retardèrent la mise en service à 1980. En attendant, une version simplifiée MiG-27M (Flogger J) fut réalisée avec un système de navigation et d'attaque moins sophistiqué. En 1982, environ 300 MiG-27 (version de base) furent portés au standard MiG-27M et reçurent alors la désignation MiG-27D.
Après la dislocation de l'URSS, les différentes unités équipées de MiG-27 subirent des sorts différents :
- la Russie retira l'avion du service au début des années 1990 ;
- le Kazakhstan reconvertit ses MiG-27 en chasseur diurne ;
- l'Ukraine conserva ses MiG-27 sans les utiliser, et en vendit finalement 7 (dont un biplace) au Sri Lanka en 2000.

### Le MiG-27 en Inde
Au milieu des années 1980, l'Inde signa un contrat pour produire sous licence le MiG-27M : 50 exemplaires devaient être assemblés localement à partir des pièces fournies par les Soviétiques, et les autres entièrement construits en Inde. Le premier avion assemblé par Hindustan Aeronautics Ltd. fit son vol inaugural le 11 janvier 1986, et fut suivi par 164 exemplaires appelés localement Bahadur ("Vaillant") et parfois désignés MiG-27ML.

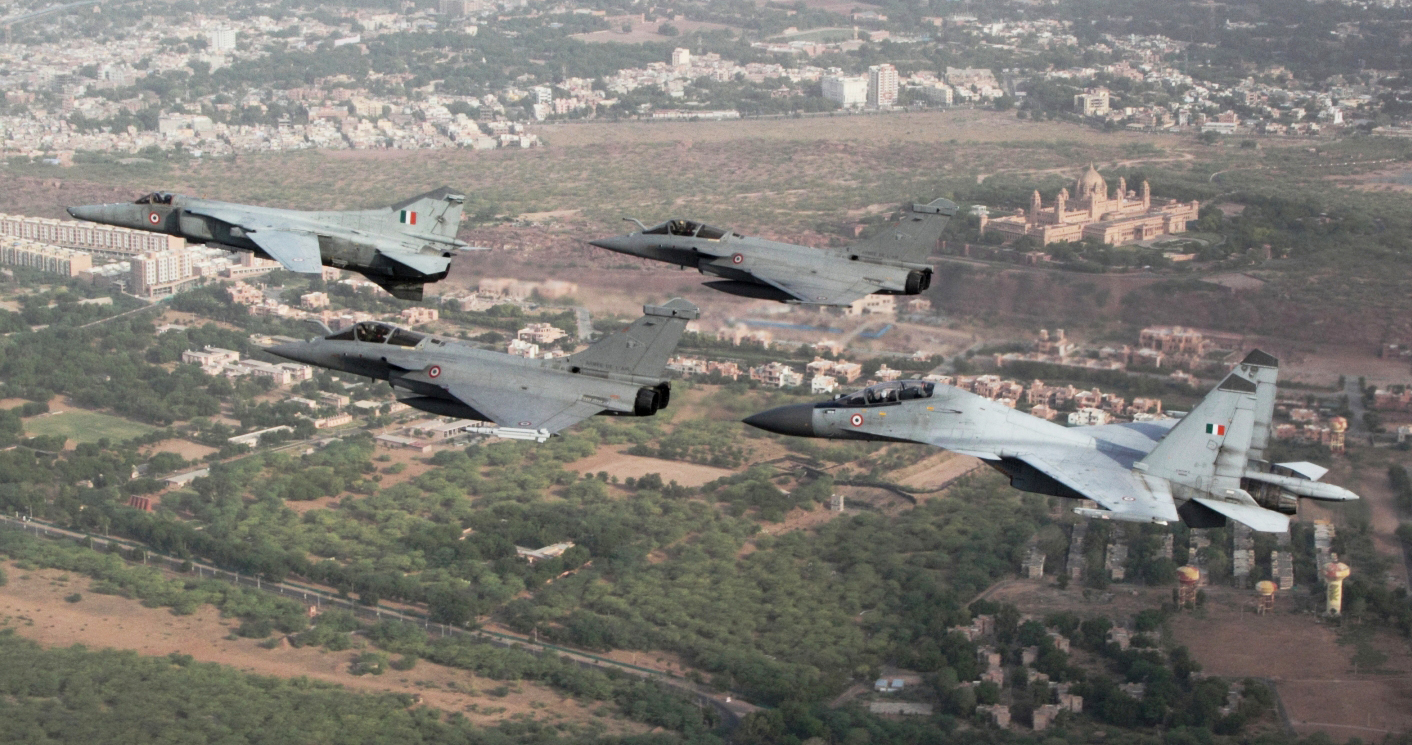
Un Mig-27UPG et un Su-30MKI de la RIAF avec un Rafale de l'Armée de l'air lors de Garuda V en 2014.

Au début des années 2000, les MiG-27ML indiens subirent un programme de remise à niveau pour prolonger leur durée de vie, concernant une première tranche de 40 avions avec une provision pour une centaine de plus, finalement seuls 86 appareils furent concernés. L'avionique fut sérieusement modifiée à cette occasion, en particulier par l'ajout d'un GPS, d'un nouveau viseur tête haute et d'écrans couleurs multifonctions. Le premier MiG-27ML modifié fit son vol inaugural le 25 mars 2004 et les livraisons commencèrent en 2006.
Les sept derniers en service sont retirés le 27 décembre 2019.

### Le MiG-27 au Sri Lanka
Le Sri Lanka a acheté quatre MiG-27 supplémentaires en 2007. En effet, sur les sept avions achetés en 2000, l'un a été détruit au sol lors d'une attaque des Tigres de libération de l'Eelam tamoul en juillet 2001, un s'est écrasé le 27 décembre 2001 et un autre le 9 juin 2004. De plus, les Flogger n'étaient qu'à deux ans de leur limite de vieillissement lors de leur achat et furent donc interdits de vol à la fin de 2003. Un appel d'offres pour prolonger la durée de service des MiG-27 n'avait pas abouti à l'époque pour des raisons de coûts, dans un contexte de cessez-le-feu avec la guérilla tamoule. 
Finalement, un contrat a été signé en 2006 avec l'Ukraine d'une part pour quatre Flogger supplémentaires ayant encore huit années de vol devant eux, et d'autre part pour une révision des quatre MiG-27 achetés en 2000 afin de leur permettre de reprendre l'air. Le montant de ce contrat a soulevé une controverse au Sri Lanka en raison de rumeurs de corruption, et Reporters sans frontières a très récemment dénoncé des menaces de mort envers un journaliste qui enquêtait sur le sujet. La position du gouvernement srilankais est que le coût unitaire plus élevé des 4 nouveaux Flogger est comparable à celui des avions achetés en 2000 si l'on prend en compte le coût de la prolongation de durée de vie de ces derniers.

## Engagements

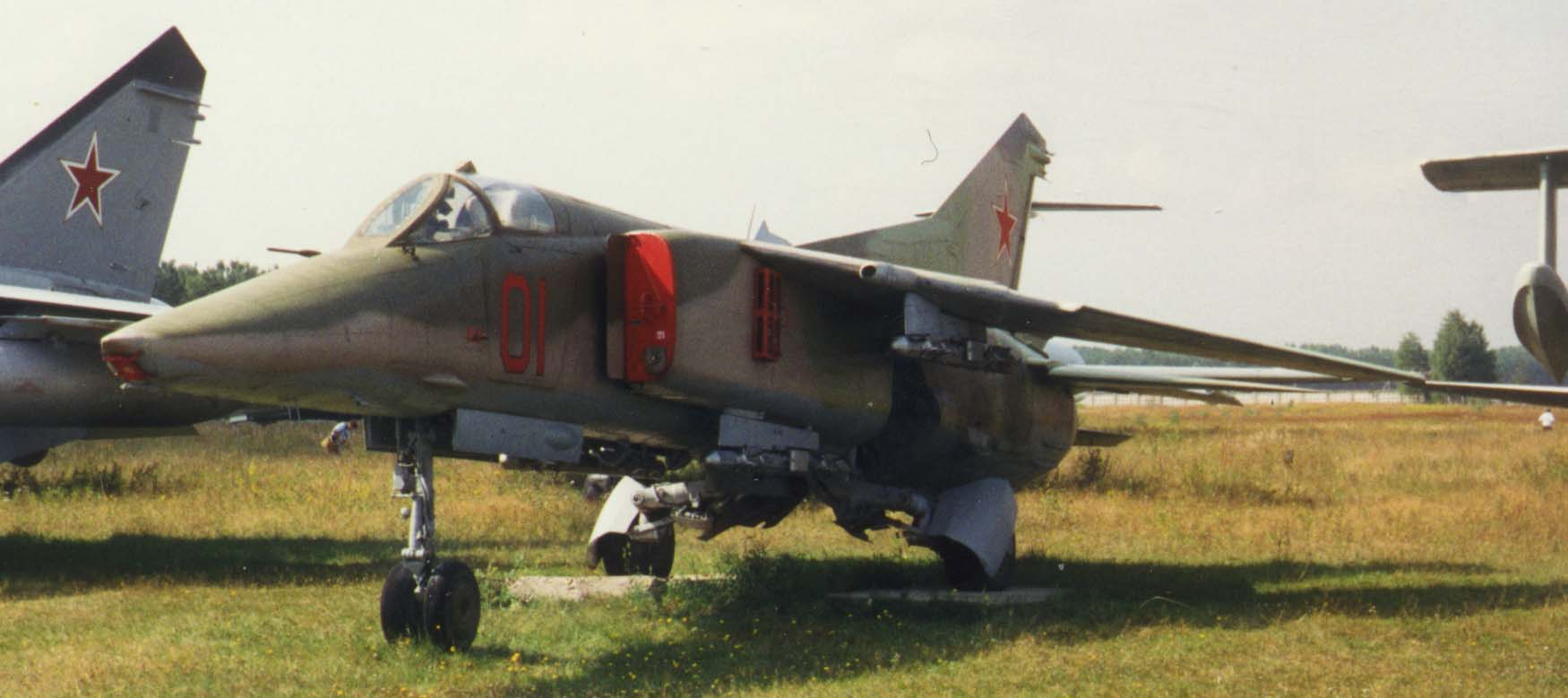
Un MiG-27 aux couleurs de l'URSS au musée central des forces aériennes de la fédération de Russie de Monino.

Un régiment de MiG-27 soviétiques (36 avions) fut déployé entre 1988 et 1989 en Afghanistan. Les missions réalisées révélèrent que le canon de 30 mm posait de nombreux problèmes (surchauffe, recul trop important).
Les MiG-27 indiens ont joué un rôle important dans le conflit de Kargil,  qui a eu lieu entre mai et juillet 1999 dans le district de Kargil au Cachemire et le long de la ligne de contrôle (LOC), au cours duquel ils ont mitraillé à haute altitude des cibles sur les flancs des montagnes.
Le Sri Lanka a engagé ses MiG-27 contre la guérilla des Tigres de libération de l'Eelam tamoul. Deux avions ont été perdus lors de ces opérations : l'un détruit au sol lors de l'attaque d'une base aérienne en juillet 2001, l'autre abattu en vol le 30 avril 2007.

## Variantes

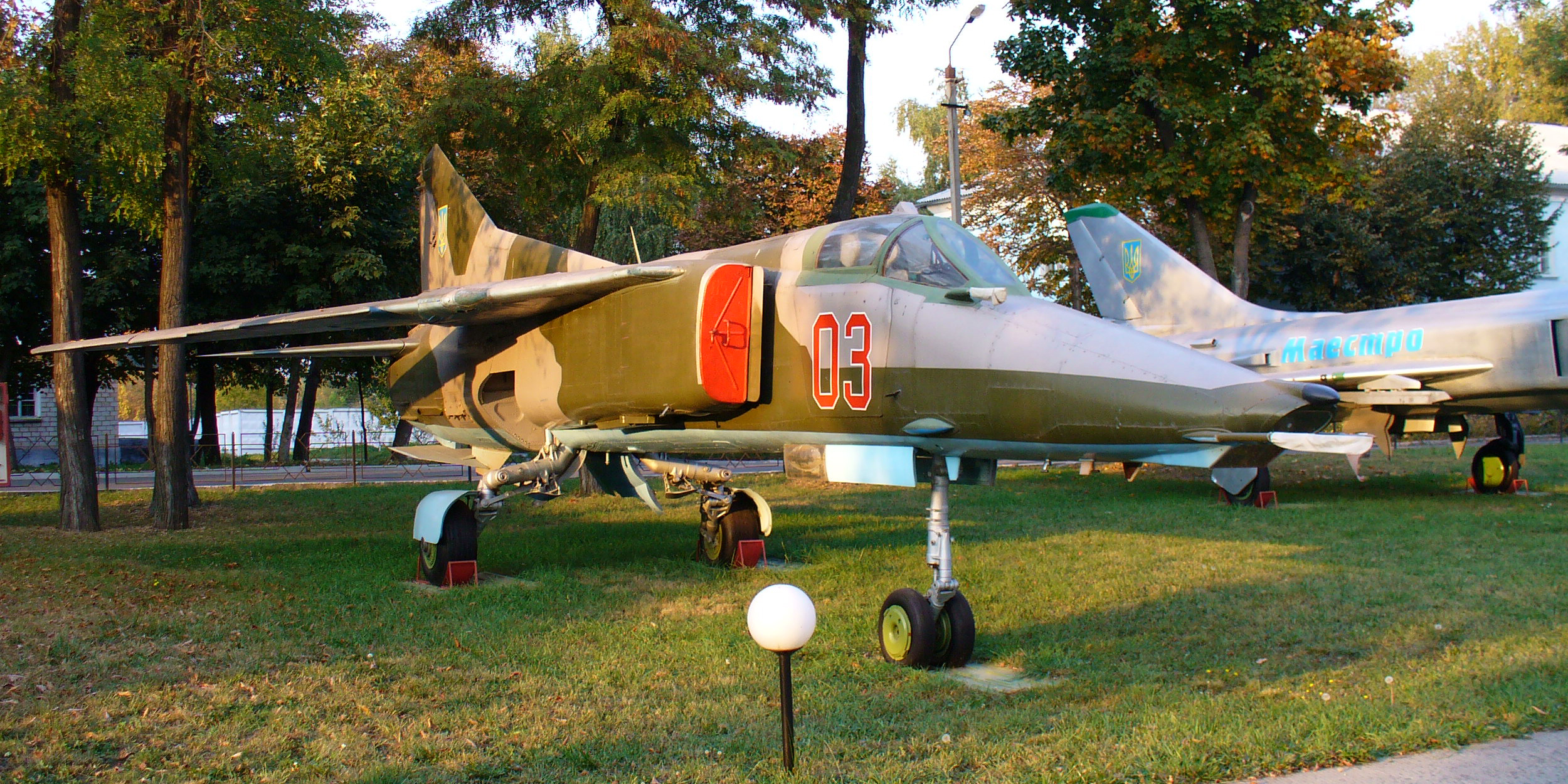
Un 27K au musée de la Force aérienne ukrainienne à Vinnytsia.

- MiG-27 Flogger D : version initiale (360 exemplaires)
- MiG-27K/BK Flogger J2 : avionique améliorée (197 exemplaires)
- MiG-27M Flogger J : version intermédiaire entre le Flogger D et le Flogger J2 (162 exemplaires)
- MiG-27D : 300 MiG-27 Flogger D portés au standard MiG-27M Flogger J
- MiG-27ML : MiG-27M assemblés/construits sous licence en Inde (165 exemplaires)

On peut admirer un MiG-27 au parc de la Victoire de Nijni Novgorod.

## Utilisateurs

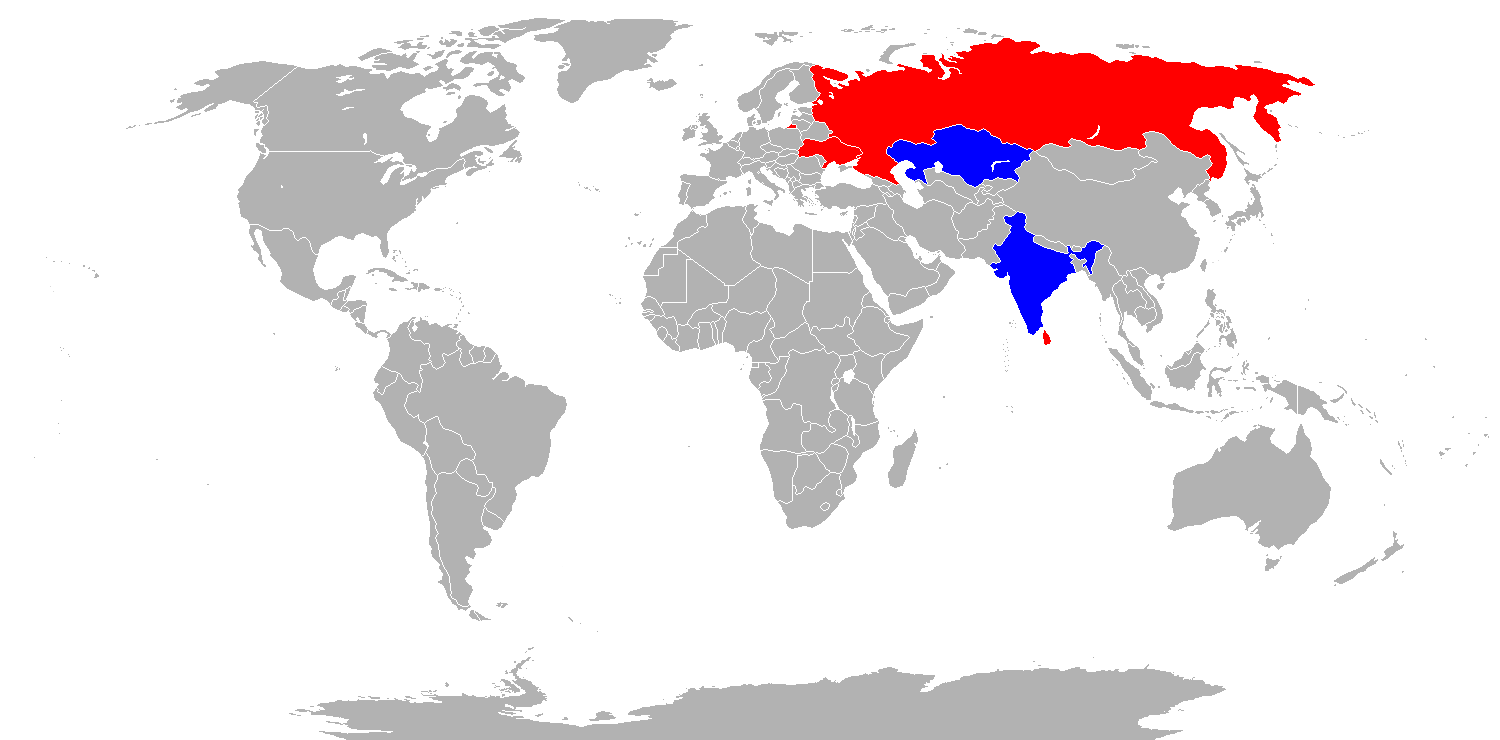
Pays opérants (bleu) ou ayant opéré (rouge) des MiG-27

- Biélorussie
- Inde
- Kazakhstan
- Russie
- Sri Lanka
- Ukraine
- Union soviétique

### Développement lié
Mikoyan-Gourevitch MiG-23

### Aéronefs comparables
- Panavia Tornado
- SEPECAT Jaguar
- Su-17
- F-111
- Su-24
- A-7 Corsair II
- IAR 93 (en)
- Soko J-22 Orao

### Ordre de désignation
MiG-15 - MiG-17 - MiG-19 - MiG-21 - MiG-23 - MiG-25 - MiG-27 - MiG-29 - MiG-31